# Rhopalizus punctulatus
Rhopalizus punctulatus är en skalbaggsart som först beskrevs av Thomson 1858.  Rhopalizus punctulatus ingår i släktet Rhopalizus och familjen långhorningar.
Artens utbredningsområde är:
- Gabon.
- Sierra Leone.
- Togo.

Inga underarter finns listade i Catalogue of Life.